# Danganronpa V3: Killing Harmony
Danganronpa V3: Killing Harmony  — це Візуальна новела, розроблена та опублікована Spike Chunsoft . Гра була випущена в Японії в січні 2017 року для PlayStation 4 і PlayStation Vita, а в Північній Америці та Європі компанія NIS America у вересні 2017 року. Того ж дня у всьому світі була випущена версія Microsoft Windows . Розширена версія V3 з підзаголовком Anniversary Edition була випущена на Nintendo Switch в Японії в листопаді 2021 року, а в інших країнах світу – у грудні 2021 року. Ця покращена версія також була випущена для Android та iOS у квітні 2022 року.
Гра є третьою номерної частиною  відеогрою Danganronpa . Його створив Кадзутака Кодака та Такаюкі Сугавара. У грі в першу чергу розповідається про Каеде Акамацу, Шуїчі Сайхару та чотирнадцятьох інших старшокласників із особливими талантами, які потрапили в пастку вбивчої гри, де винуватець повинен уникати підозр з боку інших учнів або бути страченим. Гравець взаємодіє з іншими персонажами у формі подій, схожих на симулятора знайомств, розслідує вбивства та бере участь у «класових випробуваннях», щоб розкрити винного. У випробуваннях є логічні головоломки, а також розділи шутера . Danganronpa V3: Killing Harmony мала комерційний успіх і в цілому була добре сприйнята критиками, які високо оцінили сценарій та ігровий процес. Втім, фінал гри був відзначений розколом.

## Ігровий процес
Danganronpa V3 продовжує той самий стиль гри, що й перші дві пронумеровані ігри Danganronpa, які розділені на сегменти School Life, Deadly Life та Class Trial. Під час шкільного життя гравець взаємодіє з іншими персонажами та розвивається по сюжету, поки не натрапить на жертву вбивства та не потрапить у Смертельне життя, під час якого він повинен зібрати докази для використання в класному процесі. Переміщення по світу та взаємодія з об’єктами як під час шкільного життя, так і в смертельному житті принесе гравцеві очки досвіду. Окуляри досвіду використовуються для підвищення рівня, і з кожним рівнем гравець отримує більше очок навичок, які дають йому змогу споряджати навички, щоб допомогти в класних випробуваннях. Як і в попередніх іграх, Class Trials здебільшого обертаються навколо безперервних дебатів, під час яких персонажі обговорюють справу, а гравець повинен використовувати патрони правди, що містять докази проти виділених тверджень, які визначають, чи неправий персонаж, бреше чи говорить правду. Під час безперервних дебатів, які, здається, не мають чітких протиріч, є можливість свідомо брехати, змінюючи використовувані кулі. Повернення з Danganronpa 2: Goodbye Dispair — це розбірки спростування, в яких гравцеві потрібно посперечатися з конкретним персонажем, щоб знайти проти річчя.

Приклад Дебати Скраму, коли учнівський склад виступає на стороні в суперечці

Danganronpa V3 додає нові елементи ігрового процесу до Класніх випробування. Масові панічні дебати включають кілька персонажів, які розмовляють один над одним, що ускладнює пошук правильного твердження, у той час як у Debate Scrum групи персонажів сперечаються один проти одного, вимагаючи від гравця використовувати заяви зі свого боку проти заяв іншої сторони. Також додаються нові міні-ігри. Hangman's Gambit 3.0 вимагає від гравців використовувати світло, щоб вибирати букви, що містять відповідь. Mind Mine — це гра-головоломка, яка вимагає від гравців видаляти кольорові блоки, щоб показати ілюстрацію. Нарешті, Психея Таксі бачить гравців за кермом таксі, збираючи листи на запитання, на які вони потім повинні відповісти, підібравши правильний супровід. На додаток до цього, міні-ігри Bullet Time Battle/Panic Talk Action в попередніх іграх були замінені на Argument Armament, іншу ритмічну гру, де гравці повинні натискати кнопки в такт, перш ніж складати речення з чотирьох груп слів у кінці в щоб заглушити паніча персонажа. 
Як і в попередніх іграх, також є різні режими за межами основної гри. До міні-ігри «Дорога відчаю» можна потрапити, відвідавши зону під лазом у школі: це платформова гра, спеціально розроблена з дуже високим рівнем складності, в якій усі 16 учнів намагаються втекти з Найвищой академій для обдарованих неповнолітніх, намагаючись уникати бомб, пасток і отворів. Після завершення основної гри інші режими розблокуються. Командний режим лосося — це альтернативний режим, подібний до шкільного режиму та режиму острова в попередніх іграх, у якому Монокума вирішує скасувати вбивчу гру та перетворити її на реаліті-шоу знайомств, дозволяючи гравцям зв’язатися з іншими персонажами. Також є два абсолютно нових режими. У першому, Остаточному плани розвитку талантів, гравець вибирає будь-якого персонажа з Danganronpa V3 (або з Danganronpa: Trigger Happy Havoc і Danganronpa 2: Goodbye Despair, після розблокування своїх карт) і просувається на 8-розрядній ігровій дошці, що представляє свою школу. життя в Hope's Peak Academy, поки вони вдосконалюють свої навички та взаємодіють з іншими персонажами. Після першого проходження цього режиму відкривається новий режим, Підземелля відчаю: Тест Монокуми, де гравець використовує персонажів, розроблених у Ultimate Talent Development Plan, щоб зупинити орду істот Монокуми, випущених Монокума Кубами у 8-бітній версії. покрокова RPG гра. Монстри та ігровий процес із Despair Dungeon є посиланнями на попередні роботи Chunsoft, серії Mystery Dungeon: Shiren the Wanderer та Dragon Quest .  

## Сюжет

### Персонажі
У грі показано, як 16 старшокласників змушені грати у взаємне вбивство. Кожен персонаж володіє особливим навиком або здібністю, відомим як Ultimate Talent. Danganronpa V3 розглядається з точки зору двох головних героїв .  Незважаючи на те, що рекламується як єдина головна роль у грі, Каеде Акамацу є лише фальшивою героїнею, оскільки після першого розділу вона більше не є персонажем-гравцем.  Решту гри грають з точки зору Шуїчі Сайхари; Остаточний детектив, стриманий і невпевнений у своїх талантах.  Серед інших учасників «Гри вбивства» — вихователь Макі Харукава, антрополог Корекійо Шінгуджі, астронавт Кайто Момота та інші.  У грі представлений персонаж- талісман, злий антропоморфний розмовляючий робот-ведмідь, відомий як Монокума, який відповідає за вбивчу гру. Поряд з Монокумою гра представляє Монокубів, п’ятьох менших ведмедів-роботів, які служать вторинними антагоністами і Монокума розглядає їх як дітей. 

### Історія
Старшокласниця Каеде Акамацу викрадена і прокидається в пастці в Найвища академія для обдарованих неповнолітніх, , де вона зустрічає 15 однокурсників, включаючи Шуїчі Сайхару. До групи раптово звертаються Монокуби, які піддають їх впливу «Flashback Light», ліхтарика, схожого на нейралізатор . Коли Каеде наступного разу прокидається, студенти згадують, що у них є виняткові таланти; наприклад, Каеде — «Кінцевий піаніст», а Шуїчі — «Основний детектив». Монокума – робот-ведмідь – приходить і повідомляє студентам, що єдиний спосіб втекти з академії – це успішно вбити іншого студента і не бути винуватцем судового процесу, відомого як судовий процес. Спочатку учасники не бажають брати участь у «грі у вбивство», поки не буде введено нове правило – якщо протягом двох днів ніхто не буде вбитий, Монокума передчасно завершить гру, вбивши всіх учнів. Шуїчі міркує, що має бути натхненник, який контролює Монокуму, і Каеде працює з ним, щоб влаштувати пастку, щоб викрити натхненника незадовго до закінчення терміну. Каеде випадково вбиває Рантаро Амамі, хворого на амнезію, замість натхненника. Під час наступного класного процесу Каеде заохочує Шуїчі викрити її, і її страчують. Згодом Шуїчі зав’язує дружбу з Остаточним астронавтом Кайто Момотою та Виконавцем догляду за дітьми (пізніше виявлений Кінцевим вбивцею) Макі Харукава. Протягом усієї гри відбувається ще багато вбивств, кожного винного ловлять і страчують. Ultimate Tennis Pro Рьому Хоші охоче вбиває Ultimate Maid Кірумі Тоджо в надії, що вона зможе уникнути вбивчої гри та врятувати Японію від знищення. Видатна художниця Енджі Йонага та майстриня айкідо Тенко Чабашира були вбиті найвищим антропологом Корекійо Шінгуджі, вважаючи, що вбивство людей приносить його мертву сестру «друзям» у потойбічне життя. Остаточний винахідник Міу Ірума був убитий Кінцевим ентомологом Гонтою Гокухарою після того, як ним маніпулював Вищий верховний лідер Кокічі Ома.
Студенти знаходять додаткові флешбек-вогні і пам’ятають, що вони студенти Академії Піка Надії під керівництвом Макото Наегі, якого він відправив у космос в надії зберегти людство після того, як на Землю почали падати метеори та смертельна епідемія спустошила решту Населення. Ближче до кінця гри Кокічі виявляє, що зовнішній світ буде знищено, і стверджує, що повернув космічний корабель на Землю і організував гру вбивства. Пізніше з'ясовується, що Кокічі насправді не є натхненником, і через складний процес він співпрацює з Кайто, щоб створити вбивство, в якому він або Кайто є ймовірними жертвами, до такої міри, що навіть Монокума не знає, хто був вбитий. Завдяки висновкам Шуїчі зрештою з’ясовується, що Кайто вбив Кокічі, а згодом був страчений. Пізніше студенти виявляють докази, що суперечать їхнім спогадам, а також невідповідності на місці злочину Рантаро. У відповідь Шуїчі вимагає повторного розгляду справи Каеде. На суді Шуїчі звинувачує Кінцевого косплеєра Цумугі Шірогане в тому, що він вбив Рантаро та підставив Каеде.
Цумугі зізнається і розкриває, що спогади, таланти, стосунки та особистості учнів повністю фальшиві, Flashback Light є пристроєм для промивання мізків, а зруйнований світ — звуковою сценою. Студенти фактично беруть участь у "Danganronpa 53 (V3)", 53-му сезоні смертоносного реаліті -шоу, яке дивляться мільйони на основі вигаданої медіа-франшизи Danganronpa . Усі Ultimates, за винятком Кібо, були звичайними людьми, які охоче назавжди стерли спогади про свої попередні життя в обмін на талант і фальшиве походження, які приєдналися виключно заради слави, багатства чи гострих відчуттів і були набагато менш довірливими. і альтруїстичні, ніж їхнє вбивство. Виявляється, що Кібо є камерою для глядачів і має антену, яка дозволяє йому чути думки глядачів про шоу, які заохочують його боротися з відчаєм Цумугі з надією.
Усвідомлюючи, що будь-який варіант продовжуватиме гру вбивства, Шуїчі заохочує студентів утримуватися від голосування, тобто всі будуть страчені, але гра на вбивство також закінчиться. Під час голосування всі сторони утрималися, включаючи Цумугі та Кібо, перша була готова пожертвувати собою, щоб продовжити Danganronpa, а друга вказує, що аудиторія відмовилася від Danganronpa . Коли інші глядачі відключаються, переможений Цумугі наказує Кібо знищити школу. Він робить це, вбиваючи Цумугі та Монокуму в процесі, а потім активує свою функцію самознищення. Ті, що вижили, Шуїчі, Макі та Хіміко Юмено розглядають можливість того, що Цумугі брехала про своє минуле, охоче підписавшись на участь у Данганронпі, і відправляються в реальний світ.

## Розробка Гри

Як найперший поворот у Danganronpa V3: Killing Harmony, Кодака зобразив Каеде як головного героя, щоб лише померти, а в наступних розділах її замінив Шуїчі.

Продюсером Danganronpa V3 займався Йосінорі Терасава, а спланував і написав її Кадзутака Кодака , а дизайн персонажів — Руї Комацузакі .  Як і в попередніх іграх серії, оригінальну партитуру гри написав і створив Масафумі Такада .  Як і в попередніх іграх, Кодака мав оригінальні ідеї щодо персонажів, посилаючись на персонажів Юмено Хіміко як на самопроголошеного мага або Гонту як на турботливу гігантську людину, яку йому було цікаво розвивати.  Гра була розроблена разом із виробництвом аніме-серіалу Danganronpa 3: The End of Hope's Peak High School, який Терасава та Кодака описали як складний. «V3» у назві гри було обрано, щоб відрізняти її від аніме. Терасава і Кодака описали рівень виробництва гри як набагато вищий, ніж у попередніх іграх серії.  Команда відзначила, що версія PlayStation Vita мала кілька проблем, тому вони працювали над виправленням. У демоверсії Спайк вислухав відгуки шанувальників, щоб покращити гру. Оскільки гра була випущена в західних регіонах, Kodaka з нетерпінням чекала відпочити після виконання кількох проектів. 
Гра була навмисно розроблена зі шкільною темою, щоб відображати першу частину, але також мати іншу естетику. Kodaka прокоментував, що перший розділ гри займав найдовше з усіх трьох ігор. Через обмеженість у часі Кодака звернувся за допомогою до автора легких романів Danganronpa Kirgiri author, Kitayama Takekuni. Спочатку талісман серії Monokuma не мав з’являтися в грі, але був доданий поряд з Monokubs, щоб зробити назву більше схожою на інші ігри Danganronpa .  Серед співробітників команди розробників було розділення щодо того, чи має гра бути продовженням чи чимось новим. Гра була розроблена, щоб мати вплив попередніх ігор, але також відчувати себе «свіжою».  Тема гри була названа розробниками «психо-крутою».  Kodaka вирішив зосередитися на концепції правди та брехні, додавши до попередніх версій теми надії та відчаю, які були сильно інтегровані як в ігровий процес, так і в розповідь.  
На відміну від попередніх робіт, у яких брав участь головний герой, якого короткочасно звинувачували в тому, що він є винним, Кодака дивився на поворот, який шокував би глядачів. Kodaka вирішив змусити гравців повірити, що Каеде Акамацу буде головним героєм усієї гри. Однак у першому розділі Акамацу розкривається як винуватець першого вбивства і помирає, коли її виявляє Шуїчі. У результаті Каеде страчують за її очевидне вбивство Рантаро Амамі. Після цього роль головного героя бере на себе Шуїчі. Кодака був натхненний поворотом першої гри Danganronpa, де він обдурив публіку, що Саяка Майзано була героїнею лише для того, щоб стати першою жертвою у вбивчій грі Монокуми. За словами Кодаки, серйозність вбивства і винуватці змиритися з тим, що вони вбивці, є мотивом у Danganronpa . Але у випадку з Каеде все було інакше, оскільки вона робила це, щоб захистити всіх, тож у неї не було звичайної відчайдушної паніки, яку робить винуватець. 
Останній поворот гри, де вся франшиза представляє собою телевізійне реаліті-шоу, що охоплює 53 сезони, було зроблено з ідеєю донести до шанувальників більш цікаву ідею. Він зазначив, що це викликало масову реакцію шанувальників, яка, хоча й викликала у нього гордість, була визнана негативною для західної аудиторії, ніж японської. 

## Розкрутка та випуск
Існування третьої назви Danganronpa вперше було озвучено у вересні 2013 року з анонсом Danganronpa Another Episode: Ultra Despair Girls .  У березні 2015 року Kodaka виявила, що Danganronpa 3 знаходиться на ранньому етапі розробки.   Гра була анонсована на презентації Sony Tokyo Game Show у 2015 році  і була випущена для PlayStation 4 і PlayStation Vita 12 січня 2017 року в Японії. 20 грудня 2016 року було випущено демо-версію за участю Макото Наегі та Хадзіме Хінати, головних героїв Danganronpa: Trigger Happy Havoc і Danganronpa 2: Goodbye Despair  . Обмежене видання гри включало оригінальну відеоанімацію, засновану на Goodbye Despair, під назвою Super Danganronpa 2.5: Komaeda Nagito to Sekai no Hakaisha .  Одночасно з японським випуском гри в Японії були випущені консолі PlayStation 4 і PlayStation Vita на тему Danganronpa V3 .  NIS America випустила гру 26 вересня 2017 року в Північній Америці, а 29 вересня 2017 року в Європі    відкладено від її початково оголошеного випуску в грудні 2016 року.  У березні 2017 року Spike Chunsoft оголосив, що версія для Microsoft Windows також буде випущена через Steam разом із західною локалізацією.  Ігри були локалізовані англійською та французькою мовами і дають гравцеві вибір між англійською та японською голосовими доріжками. 
NIS America повторно випустила версію для PlayStation 4 разом із Danganronpa 1 і 2 Reload у фізичному комплекті під назвою Danganronpa Trilogy 26 та 29 березня 2019 року в Північній Америці та Європі відповідно.  25 вересня 2020 року Danganronpa V3 було тимчасово вилучено з PlayStation Store після інших ігор серії, оскільки права на публікацію консольних версій ігор були передані від NIS America до Spike Chunsoft, якому після створення більше не потрібні їхні послуги. їхньої західної дочірньої компанії. 
У всьому світі планується випустити розширену версію з підзаголовком Anniversary Edition для Android та iOS .  Подібно до ювілейних портів у попередніх іграх, він матиме режим галереї для ілюстрацій та голосових ліній, оновлений інтерфейс користувача та підтримку сенсорного керування. Під час E3 2021 було оголошено, що ця версія гри також буде випущена для Nintendo Switch у 2021 році, як у складі комплекту Danganronpa Decadence, так і окремо.  Два багатодискових альбоми саундтреків із музикою з гри були випущені 24 лютого 2017 року на музичному лейблі композитора Масафумі Такади, Sound Prestige Records. 

## Рецензий

### Критичний
| Агрегатор  | Оцінка                              |
| ---------- | ----------------------------------- |
| Metacritic | PS4: 81/100 Vita: 80/100 PC: 80/100 |

| Видання                   | Оцінка |
| ------------------------- | ------ |
| Destructoid               | 10/10  |
| Electronic Gaming Monthly | 4/5    |
| Game Informer             | 7/10   |
| GameRevolution            | [ 46 ] |
| GameSpot                  | 7/10   |
| IGN                       | 8/10   |
| Polygon                   | 8/10   |

Danganronpa V3: Killing Harmony отримала «загалом схвальні» відгуки від критиків   і була другою за рейтингом грою для PlayStation Vita і п’ятдесятою грою для PlayStation 4 у 2017 році на сайті агрегатора оглядів Metacritic .  Поставивши їй ідеальну оцінку, Сі Джей Андріссен з Destructoid похвалив гру, незважаючи на те, що він зберіг подібну передумову перших двох ігор, насолоджуючись довгими класовими випробуваннями за те, наскільки вульгарними та грубими можуть бути персонажі, взаємодіючи серед наданого хаосу, хоча він усе ще відчував історію. тягнути.  Коді Перес з GameRevolution заявив, що гра мала «найвищі піки, яких коли-небудь досягала франшиза, на додаток до найнижчих балів» через багаторазовий поворот у сюжеті та зміни, спричинені ігровим процесом.  Джулія Лі, яка писала для Polygon, розкритикувала вульгарні діалоги, надані акторським складом, але вважала, що комедія потрібна для тону. Стосовно основного сюжету, Лі відчув, що сюжетні повороти зробили деякі сцени «зворушливими».  Моллі Паттерсон з Electronic Gaming Monthly ', що перший розділ гри містив дивовижний поворот, який її зворушив. 
фінал гри викликав в суспільстві неоднозначні коментарі серед критиків. Кеннет Шепард, написавши для CGMagazine, порівняв передумову Killing Harmony, яка повністю розкрита лише в кінці гри, з аніме « Приборкувачі дигімонів» , оскільки обидва представляють гравця або глядача як антагоніста. Він написав, що розкриття послужило критичним коментарем щодо пропозиції, попиту та художньої цілісності, водночас дозволяючи отримати «гідний» фінал.  Пол Ломбардо для SuperJump стверджував, що фінал часто був «невиваженим коментарем щодо споживацтва », але зазначив, що фінал турбує гравців, оскільки їх називають людьми, яким подобається спостерігати за стражданнями акторів і змушують Шуїчі та інших персонажів виражати емоційний катарсис на основі їх усвідомлення. бути вигаданим. Як результат, поводження з цими персонажами змусило Ломбардо відчути, що це не реалістична гра, оскільки він відчув, ретроспективно, що персонажі з першої гри Danganronpa поводилися більше як справжні люди, виходячи з того, як вони реагують на гру вбивства.  Стосовно фіналу Гріффін МакЕлрой для Polygon сказав, що «давні шанувальники серіалу стверджують, що це одкровення позбавляє сенсу кінцівки двох останніх основних ігор Danganronpa », роблячи третю гру більш точним способом завершення не лише розповідь, але й франшиза.  Лі сказав, що, хоча кінцівки передбачувані, виконання все одно було цікавим.  Перес схвалив кінцівку, сказавши, що вона «має чіткий меседж, який він хоче передати, який не є повністю очевидним до кінця, але він, безумовно, нескінченно б'є гравця по голові». 
Хайді Кемпс, яка писала для IGN, неоднозначно думала про зміни в ігровому процесі, вважаючи деякі приємними, а інші дратівливими. Що стосується розповіді, Кемпс описав акторський склад як найкращу роль, оскільки вони унікальні. Як і в попередніх іграх, кількість поворотів сюжету була вхвалена, але сценарист визнав звукові випробування «нудними».  У Паттерсона були скептичні думки щодо ігрового процесу, такого як обробка кількома куль правди, але вважав, що це поширена проблема з розв’язанням випадків у кожній детективній грі, де гравець або знає винуватця до акторів, або ні.  Джо Джуба ' Game Informer був більш критичним, посилаючись на розповідь як на найслабшу, надану франшизою наразі, критикуючи поводження сюжету з винуватцями та мотивами. Рецензент все ще оцінив нову міні-гру, таку як настільна гра та режим реаліті-шоу, який додатково досліджує елементи симулятора знайомств із франшизи.  Destructoid також високо оцінив міні-ігри, оскільки вони дають гравцям більше вмісту для гри після завершення основної історії.  Полігон високо оцінив різноманітність Класових випробувань, оскільки постійні міні-ігри розважали його.  Game Revolution розкритикувала Class Trials за те, що вони займали достатньо часу, щоб гравець втомився від гри. 
Протягом першого тижня продажу в Японії було продано 116 172 копії гри, причому версія Vita стала другою найбільш продаваною грою тижня, а версія для PS4 — третьою найбільш продаваною грою тижня.  Це був би найбільший дебют для серій ігор Danganronpa, і до лютого 2017 року версія для PlayStation Vita була продана в Японії тиражем понад 115 840 копій.  У липні 2018 року у випуску Steam було приблизно 73 400 гравців  Станом на грудень 2017 року в Японії було продано 194 300 копій гри. 
Гра була номінована на «Кращий візуальний роман» на нагороді ' Гра року» від PC Gamer 2017;  за «Кращу портативну гру» у Destructoid ' s Game of the Year Awards 2017;  і за «Кращу пригодницьку гру» та «Найінноваційнішу» у нагороді IGN «Найкраще за 2017 рік».   Він отримав нагороду «Кращий сюжетний поворот ' у конкурсі Game Informer 2017 Adventure Game of the Year Awards.  Крім того, гра була номінована на «Game, Franchise Adventure» на 17-й щорічній Національній академії відеоігор Trade Reviewers Awards Awards   і отримала приз за відмінність на Famitsu Awards . 